# 乔纳森·科根
乔纳森·科根（英語：Jonathan Coggan，1983年4月25日—），英国男子轮椅橄榄球运动员。他曾代表英国参加2004年、2008年、2012年、2016年、2020年夏季残疾人奥林匹克运动会轮椅橄榄球比赛，获得一枚金牌。